# En un rincón de España
En un rincón de España es una película española de drama estrenada en 1949, dirigida por Jerónimo Mihura Santos y protagonizada en los papeles principales por Carlos Agostí, Juan de Landa y Blanca de Silos. Fue la primera película española rodada en color, usando el sistema Cinefotocolor. Parte de la narración retrata la vida de los refugiados polacos afincados en España.

## Sinopsis
Pablo es el patrón de un barco pesquero que recoge a unos náufragos polacos. Al llegar a tierra la profesora del pueblo reconoce entre ellos a su prometido, desaparecido años atrás.

## Reparto
- Adriano Rimoldi como Vladimir
- Blanca de Silos como Lida Kluber
- María Martín como Rosa María
- Carlos Agostí como Pablo
- Juan de Landa como Alcalde
- José Bruguera	como Padre Luis
- Jesús Castro Blanco como Médico
- Arturo Cámara como Comisario
- Osvaldo Genazzani como Stanis Kluber
- Pepe Isbert como Tío Tomás, el pescador
- Bartolomé Planas
- Manuel Requena
- Conrado San Martín como Ian Eminowicz
- Juan Manuel Soriano
- Aníbal Vela como Juan Carlos

## Producción
Pese a la ambientación gallega del guion, el rodaje se llevó a cabo en Tamariu y en Tosa de Mar, menos la escena de la invasión de Varsovia de 1939, que se rodó en la Estación de Francia de Barcelona. Su presupuesto fue de 3.167.734,87 ptas., y el montador fue el futuro director Antonio Isasi-Isasmendi.

## Premios
Debido a que fue la primera película española rodada en color, usando el sistema Cinefotocolor, el Sindicato Nacional del Espectáculo decidió en 1949 otorgarle un áccesit de 250.000 ptas.